# كريس سكانيل
كريس سكانيل (بالإنجليزية: Chris Scannell)‏ هو لاعب كرة قدم بريطاني في مركز الهجوم، ولد في 9 يوليو 1977 في بلفاست في المملكة المتحدة. لعب مع نادي كليفتونفيل.